# Markuskirche (Essen)

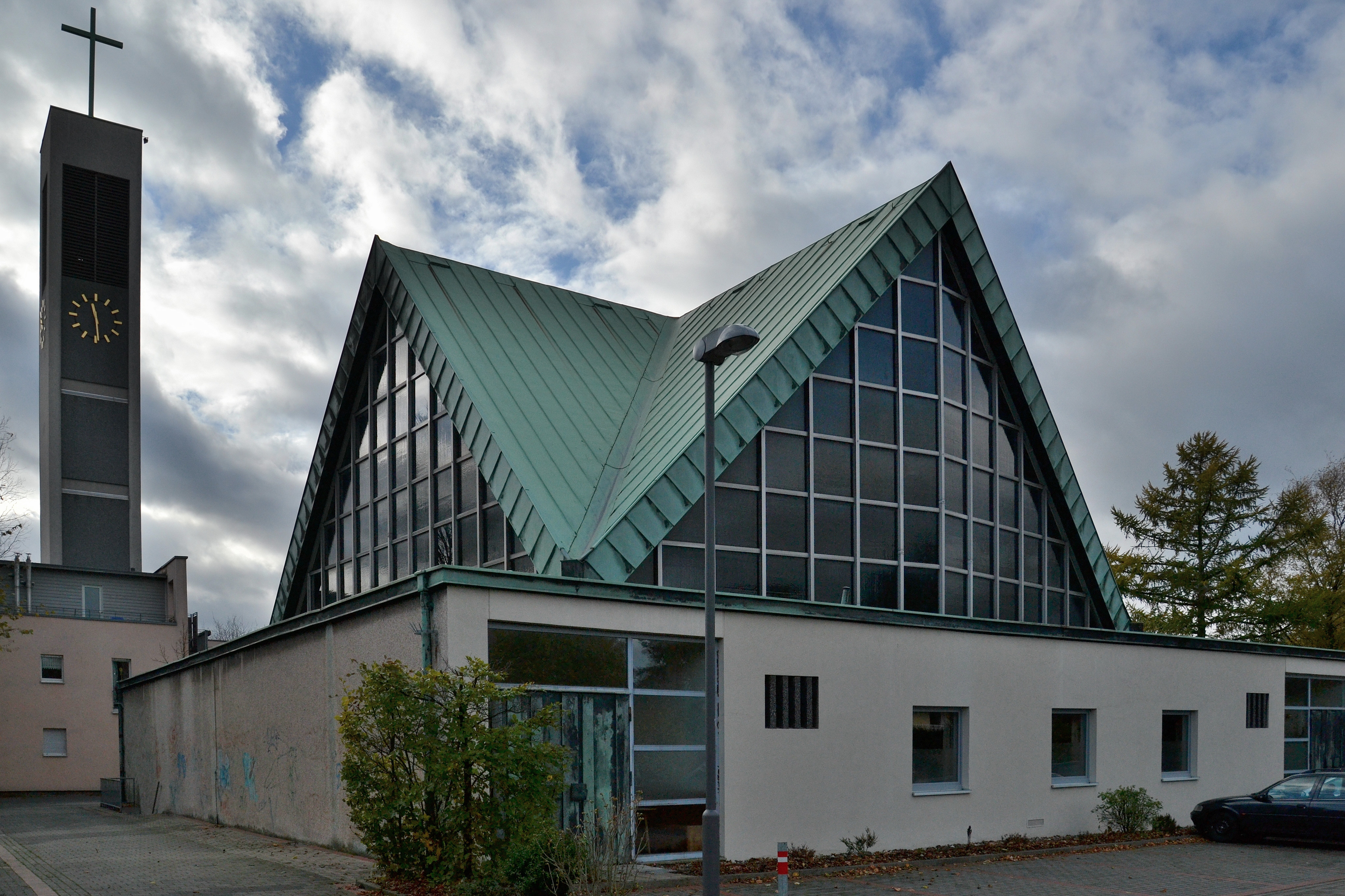
Markuskirche

Die Markuskirche ist ein evangelischer Kirchenbau im Essener Stadtteil Frohnhausen. Sie ist eine Kirche der Evangelischen Kirchengemeinde Essen-Frohnhausen, die zum Kirchenkreis Essen und damit zur Landeskirche Evangelische Kirche im Rheinland gehört.

## Geschichte

### Vorgeschichte
Nachdem 1913 die Apostelkirche im Zentrum von Frohnhausen eingeweiht war, wurde deutlich, dass im westlichen Bereich des Stadtteiles, im damals sogenannten Frohnhausen-Ende, ein weiteres Gemeindezentrum notwendig werden würde. Im zu dieser Zeit boomenden Stadtteil gab es enorme Bautätigkeiten. Besonders die Friedrich Krupp AG ließ im Rahmen des Kruppschen Wohnungsbaus einige Siedlungen hier errichten, die sich immer weiter nach Westen ausdehnten.
Erste Bibelstunden im zur damaligen Ev. Kirchengemeinde Essen-Altendorf gehörenden Gebiet fanden in einer privaten Wohnung der westlichsten Siedlung Breilsort statt und wurden danach in eine dafür errichtete Baracke am Thiesbürgerweg verlegt. Während des Ersten Weltkrieges kaufte die Gemeinde 1917 das Grundstück, auf dem sich die heutige Grundschule Herderschule befindet, mit dem Ziel, dort eine Kirche zu errichten.
Doch der Krieg forderte viele Opfer. Die meisten Männer der Gemeinde waren an der Front, von der viele nicht zurückkamen. Deren Frauen, und teils auch Kinder, waren oft in der Krupp-Gussstahlfabrik mit der Waffenproduktion beschäftigt. Nach Kriegsende starben weitere Gemeindeglieder an den Kriegsfolgen, wie Hunger oder Krankheit. Der Kruppsche Wohnungsbau wurde vorübergehend eingestellt. Das alles ließ die Pläne des Kirchenbaus in den Hintergrund geraten. Allmählich fanden wieder Bautätigkeiten Einzug in den Stadtteil, wozu auch die späte Kruppsiedlung Pottgießerhof in den Jahren 1935/36 gehörte. 
Die Zeit des Nationalsozialismus und schwerste Zerstörungen des gesamten Stadtteils im Zweiten Weltkrieg ließen jedoch keine weiteren Planungen bezüglich eines neuen Gemeindezentrums zu. Nach dem Kriege, insbesondere nach der Währungsreform 1948, begann der Wiederaufbau. In den 1950er Jahren wurden viele Gebäude neu- oder wiederaufgebaut, dazu gehörte auch der Mitte der 1950er Jahre wiedererrichtete Pottgießerhof. Das ließ die auch Planungen eines Gemeindezentrums im Westen Frohnhausens wieder erstarken.

### Bau des Gemeindezentrums
Am 12. Oktober 1957 stand der Beschluss des Presbyteriums fest: Am Postreitweg soll ein Gemeindezentrum, bestehend aus Kirche, Gemeindehaus, Kindergarten und Jugendhaus, entstehen. Später legte man sich auf den Namen Markus-Gemeindezentrum fest.
Das 1917 gekaufte Grundstück wurde mit der Stadt Essen getauscht. So entstand auf dem ehemals für die Kirche erworbenen Grundstück die heutige Herderschule durch die Stadt. Das westlich angrenzende Grundstück stand nun dem Kirchbau zur Verfügung. Man erwarb sogar noch etwas Land zur Verwirklichung des von den Architekten Wolfgang Müller-Zantop und Heinz Kalenborn geplanten Gemeindezentrums hinzu. Man verfügte schließlich über eine Fläche von 10.500 Quadratmetern, auf der man um einen Kirchplatz nördlich das Kirchengebäude, östlich den freistehenden Kirchturm, südlich das Jugendhaus und westlich die heutigen Gebäude von Kindergarten und Gemeindehaus anordnete. Das Jugendhaus besaß eine Fläche von 13 mal 21 Metern und hatte unter anderem einen Fahrradkeller. Die Jugendarbeit wurde vom Presbyterium anfangs wie folgt beschrieben: „Bibelarbeit, gemeinsames Singen, Spiel und Sport und Basteln wechseln sich in den Jugendstunden in sinnvoller Weise ab.“
Die Grundsteinlegung der Kirche im damals siebten Pfarrbezirk fand im Oktober 1961 zum Erntedankfest statt. Dabei stand bereits der Rohbau der Kirche samt dem aus Beton gegossenen Zeltdach. Die Gemeinde füllte den Rohbau, um der feierlichen Einmauerung des Grundsteines hinter dem Altar beizuwohnen, zu der Pfarrer Helmut Wüsthoff die Rede hielt. Zunächst wurden Gottesdienste noch in der angrenzenden Herderschule, der nahen Elisabethschule an der Hamburger Straße und im damaligen Urania-Kino an der Frohnhauser Straße 422 abgehalten.
Nach der Glockenweihe am 8. Juli 1962 durch Pfarrer Günter Knaak fand die offizielle Einweihung des gesamten Markus-Gemeindezentrums bei Sonnenschein am 4. November 1962 statt. Die Festpredigt hielt Oberkirchenrat Heinz Stöver. Dazu erschien eine Festschrift. Die Kirche war in der ersten Zeit täglich zur stillen Andacht geöffnet. Am 1. Januar 1963 wurde der 7. Pfarrbezirk der großen Gemeinde Essen-West zum Bezirk 3 der neuen Ev. Kirchengemeinde Essen-Frohnhausen.

## Heutiges Gemeindezentrum

### Kirchengebäude
Das knapp 500 Plätze bietende Kirchengebäude auf quadratischem Grundriss ist von einem aus Beton gegossenen, kupfergedeckten Zeltdach überzogen, das von innen mit Holz verkleidet ist. Zwei mit Kupfer überzogene Eingangstüren geben den Weg vom Kirchplatz aus in einen länglichen, quer verlaufenden Eingangsbereich frei, von dem man über drei weitere Türen in den Kirchenraum gelangt. Die im Mauerwerk liegenden Glassteine der Mauer des Eingangsbereiches wurden ebenso von der Künstlerin Ursula Graeff-Hirsch gestaltet, wie die vier dreieckigen, neun Meter hohen Giebelfensterflächen aus Antikglas in Blei, die zwischen fensterlosem Gebäudekubus und dem auf vier Ecken aufliegenden Zeltdach für Licht im Innenraum sorgen.
Zur Ausstattung der Kirche gehört seit 1984 eine Schuke-Orgel mit zwei Manualen, einem Pedal und neun Registern.

### Kirchturm und Geläut
Der 35 Meter hohe, freistehende Glockenturm aus Beton wird von einem zwölf Meter hohen, kupferverkleideten Stahlkreuz bekrönt. Die drei Glocken wurden vom Bochumer Verein gegossen, wobei die kleinste 470 und die größte 938 Kilogramm wiegt. Auf jeder Glocke steht einer der drei Bibelsprüche:
- Heilig, heilig ist der Herr Zebaoth
- Das ist der Wille Gottes, Euch zur Heiligung
- Ihr seid geheiligt durch den Namen des Herrn Jesus

### Gemeindehaus, Familienzentrum und Seniorenwohnungen
Diese Gebäude säumen den Kirchplatz in südlich bis westlicher Richtung. Die flachgedeckten Gebäude von Kindergarten und Gemeindehaus, im sachlichen Stil der Bauzeit, grenzen aneinander und sind innen miteinander verbunden.
Der Kindergarten hatte zur Eröffnung drei Gruppen in drei Räumen mit jeweils 30 Kindern. Es gab feste Öffnungszeiten und nur wenig Betreuungszeiten. 1995 wurde aus dem Kindergarten eine Kindertagesstätte mit Ganztagsbetreuung. Bis die benachbarten Schulen die offene Ganztagsbetreuung einführten, konnten bis zu 10-jährige Kinder hier im Hort untergebracht werden. Seit 2007 ist die Einrichtung ein zertifiziertes Familienzentrum. Im Sommer 2012 erhielt es zusammen mit dem Gemeindehaus einen neuen Außenanstrich.
Im Jahr 2000 wurden die heutigen Seniorenwohnungen am Postreitweg, unter der Leitung des Evangelischen Seniorenzentrums Essen-Frohnhausen an der Möserstraße, bezogen. Sie befinden sich am Glockenturm und südlich des Kirchplatzes, wo sich das ehemalige Jugendhaus befand.

### Ansichten

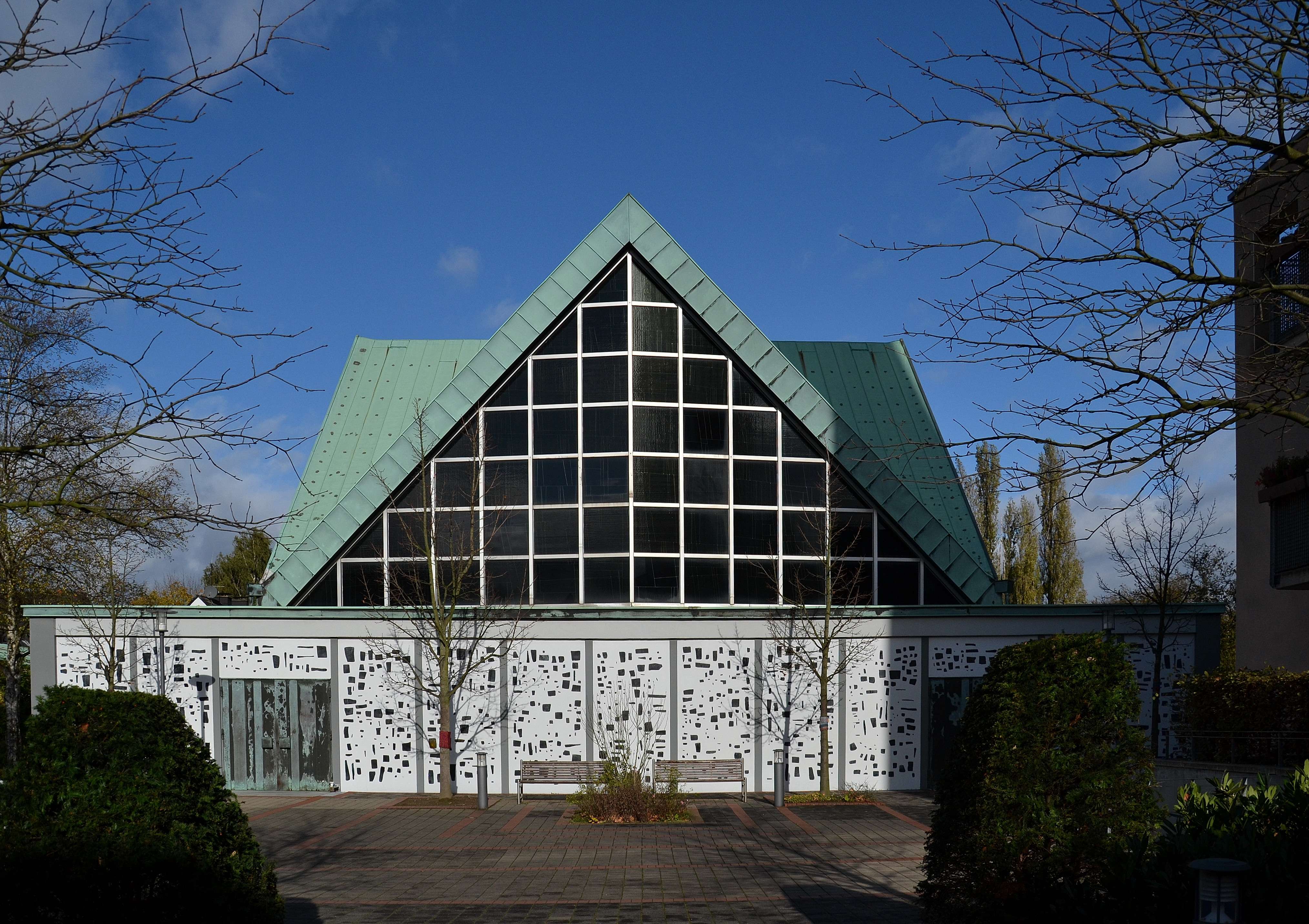
Kirchengebäude Südansicht
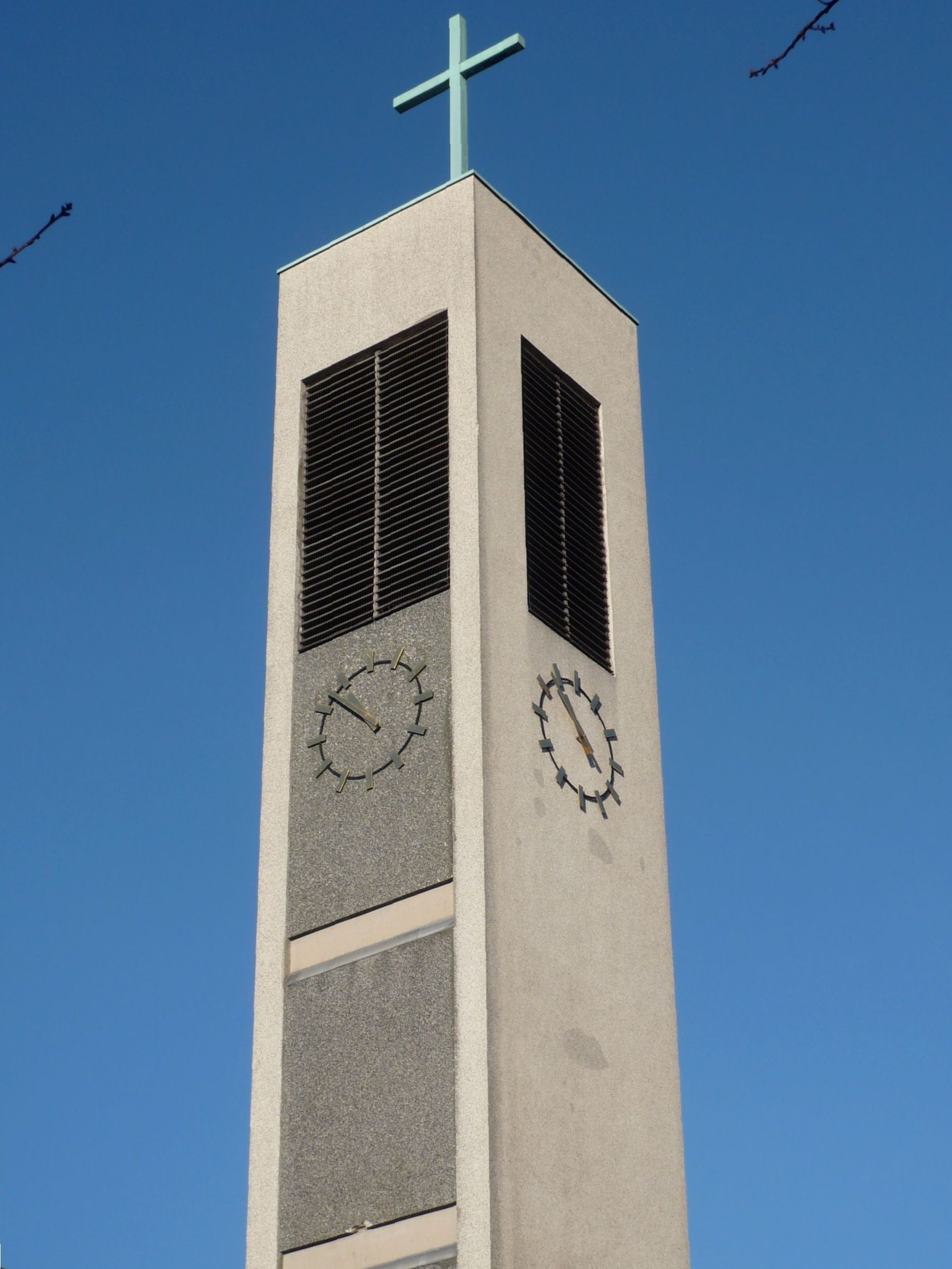
Freistehender Turm
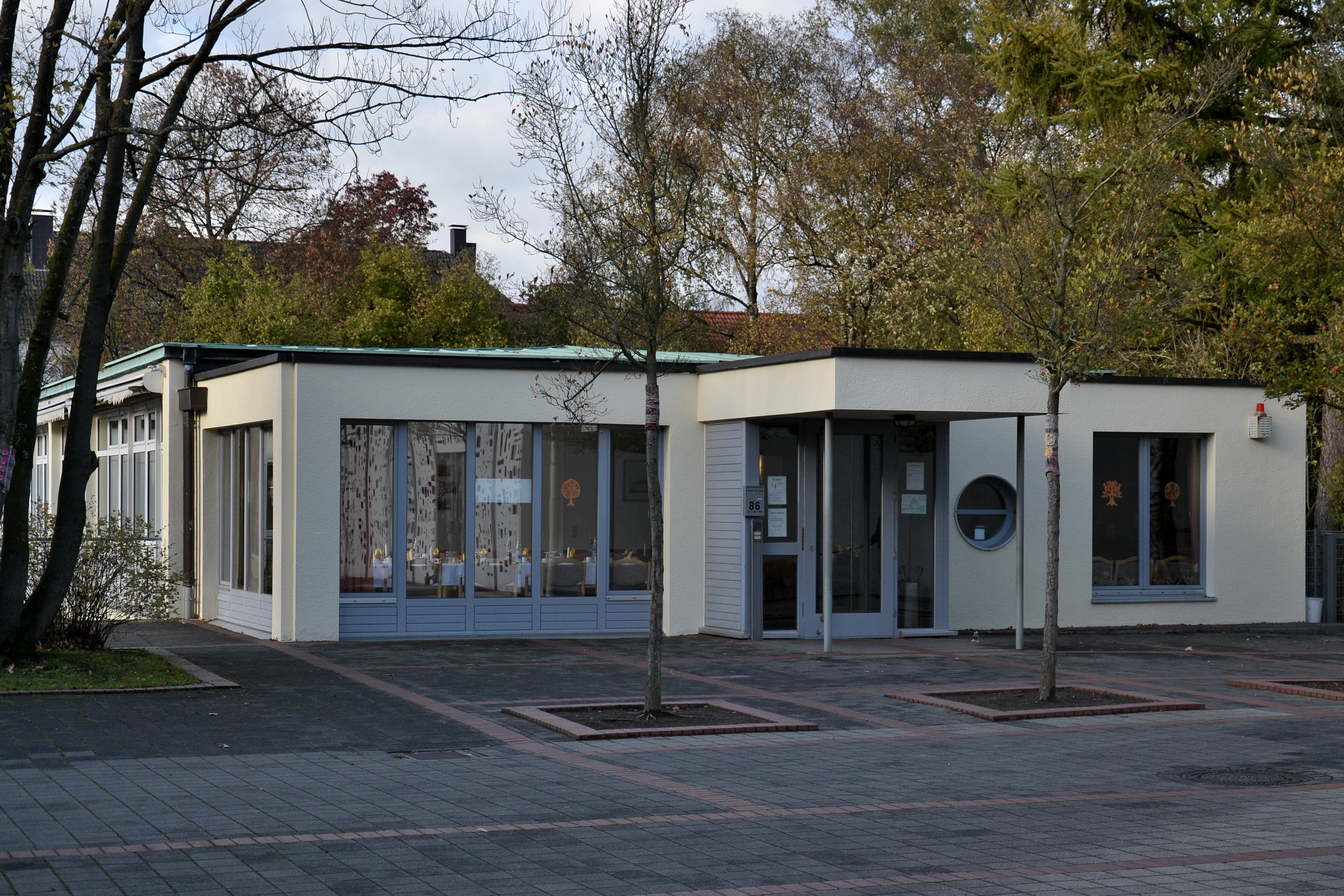
Gemeindehaus
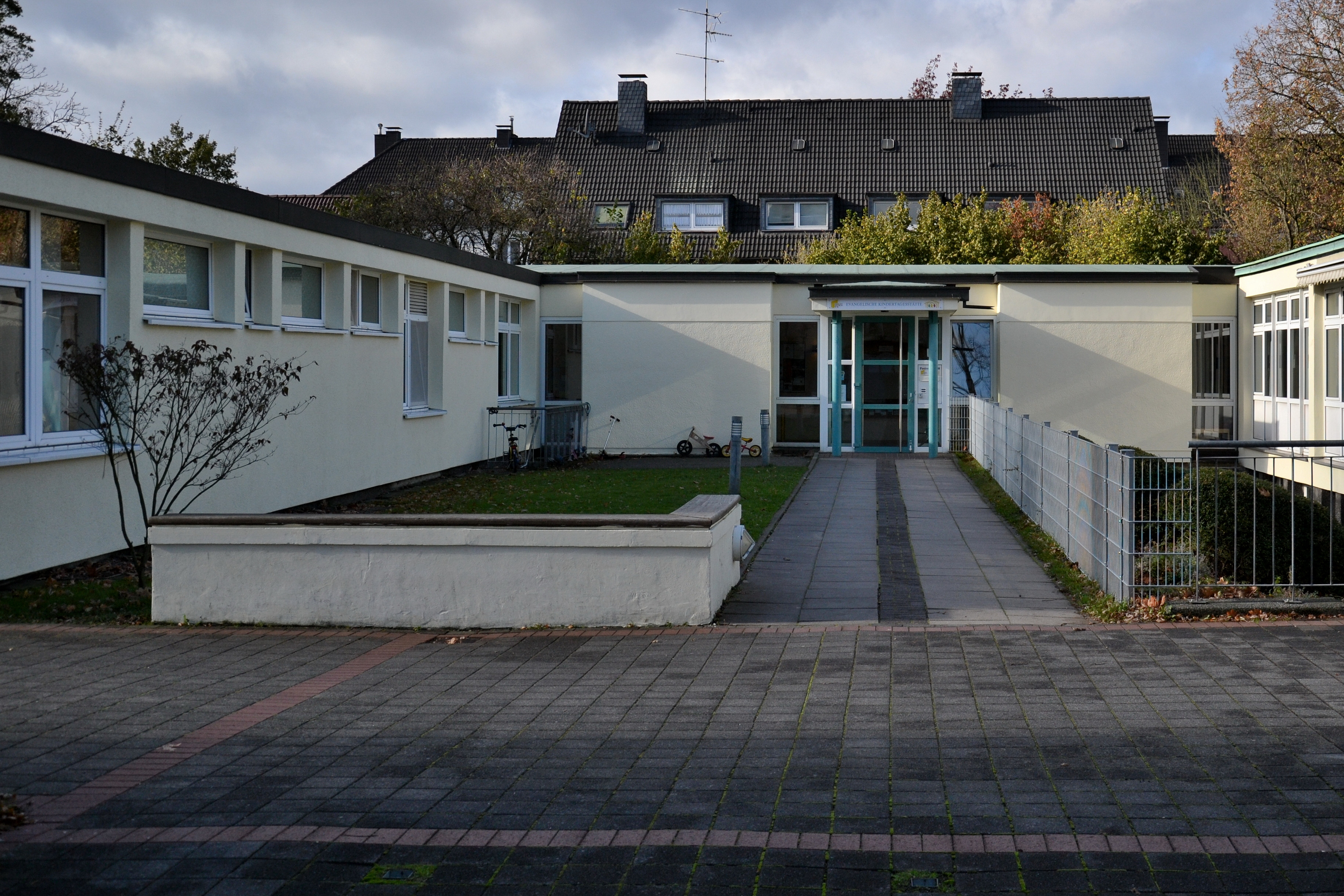
Eingangsbereich zur Kindertagesstätte
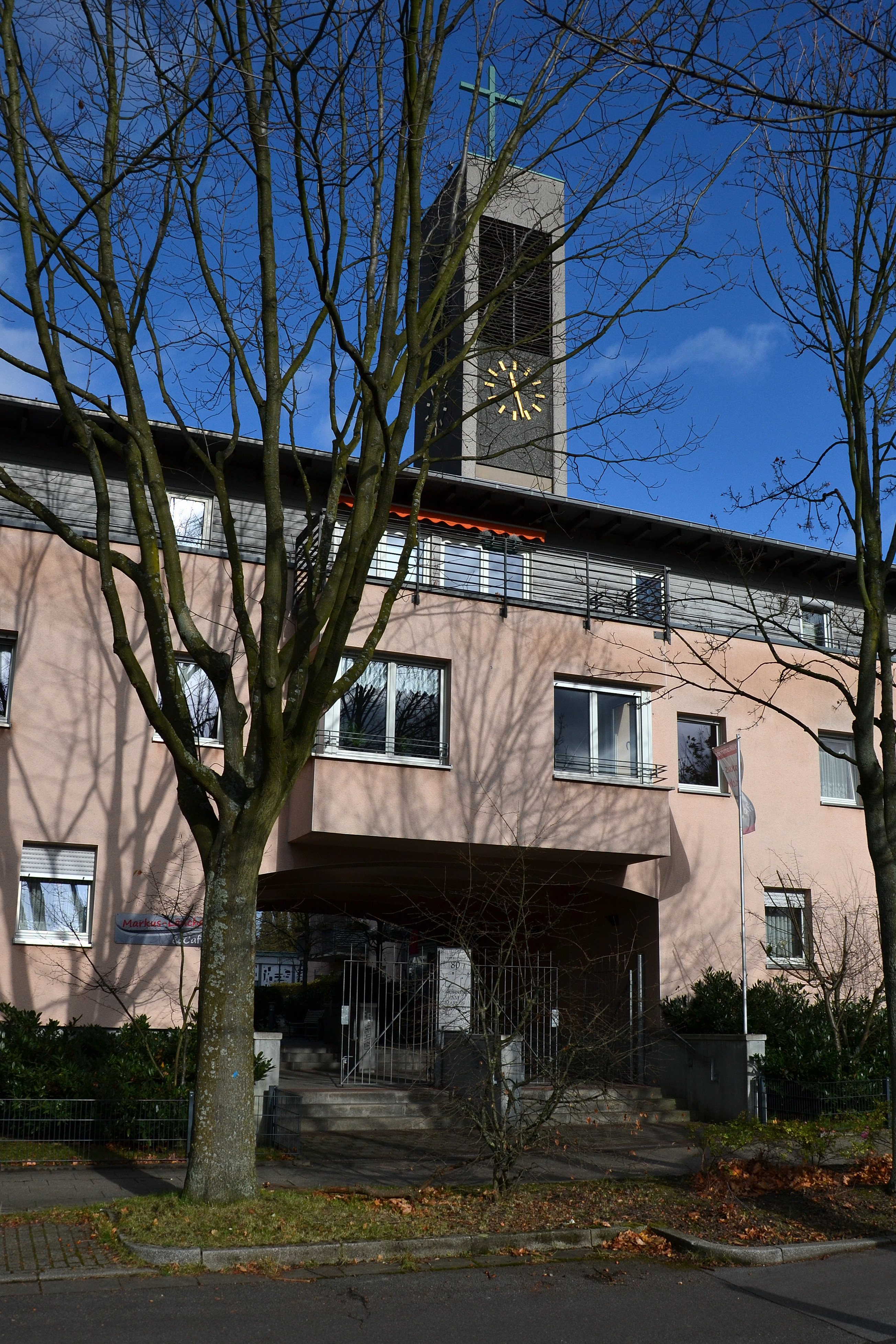
Senioren- wohnungen, Ansicht vom Postreitweg

## Geplante Schließung und Aufgabe
Ende September 2019 teilte das Presbyterium der Evangelischen Kirchengemeinde Essen-Frohnhausen mit, dass eine Schließung und Aufgabe der Markuskirche und der Apostelkirche wegen Mitgliederrückgang und Investitionsstau „unabwendbar“ sei. Die heute unter Denkmalschutz stehende Notkirche der Apostelkirche soll künftig als zentrale Predigtstätte der Gemeinde dienen. In einem von über 100 Frohnhausern unterschriebenen Protestbrief an die Superintendentin wird die Klärung der Beschlüsse verlangt. Am 14. November 2019 fand mit einer Menschenkette eine Protestkundgebung vor der Apostelkirche statt.